# Марк (Петровцій)
Митрополит Марк (справжнє ім'я Микола Іванович Петровцій; нар. 6 грудня 1951, с. Приборжавське) — архієрей РПЦвУ, митрополит Хустський і Виноградівський, постійний член синоду РПЦвУ. Громадянин Росії.
Тезоіменитство: 8 травня (25 квітня за старим стилем) в день пам'яті св. ап. Марка.

## Життєпис

### Юність
Микола Іванович Петровцій народився 6 грудня 1951 року в селі Заднєє (нині Приборжавське) Іршавського району Закарпатської області.
Батько — Петровцій Іван Іванович був селянином, православною людиною. Мати — Петровцій (до шлюбу Бодорович) Ганна Андріївна була домогосподаркою, благочестивою жінкою. Усі — парафіяни Свято-Серафимівського жіночого монастиря до його закриття. Старший брат Дмитро був єпископом УПЦ і очолював свого часу новостворену Хустську єпархію УПЦ (МП), яку згодом очолив вже сам Марк (Петровцій).
1958 року пішов у восьмирічну школу. Потім продовжив навчання у Довжанській середній школі. Після школи працював разом із батьком у Довжанському ліспромгоспі.
З травня 1970 року по червень 1972 року служив у лавах Радянської армії.

### Початок служіння
У серпні 1972 року приїхав до Загорська з наміром готуватися до вступу в Московську духовну семінарію й з вересня того ж року почав працювати у Троїце-Сергієвій Лаврі, де виконував різні послухи: трапезника у братській трапезній, книгодержця, а потім келейника при наміснику Лаври.
У серпні 1973 року вступив до Московської духовної семінарії, був відразу зарахований до 4 класу.
У вересні 1973 року подав прохання на вступ до монастиря. 6 березня того ж року прийняв чернечий постриг з ім'ям Марк, на честь святого апостола і євангеліста Марка.
17 березня того ж року архієпископ Дмитрівський Володимир, ректор Московських духовних шкіл (пізніше — митрополит Київський і всієї України), висвятив його в сан ієродиякона. 7 квітня того ж року в Трапезному храмі Троїце-Сергієвої Лаври був висвячений у сан ієромонаха.
У 1978 році закінчив Московську духовну академію зі ступенем кандидата богослов'я за роботу на тему: «Образ і подоба Божа в людині за вченням Отців і Учителів Церкви Олександрійської школи». Того ж року був призначений викладачем Нового Заповіту в другому класі семінарії.
15 квітня 1982 року возведений у сан архімандрита, а 16 квітня того ж року був призначений благочинним Троїце-Сергієвої Лаври. На цьому послуху, поєднуючи його з викладацькою роботою в семінарії, трудився до червня 1985 року, коли наказом патріарха Московського Пимена від 25 червня був призначений намісником Свято-Успенської Почаївської Лаври.

### Архієрейське служіння
Рішенням Священного Синоду РПЦ від 19 липня 1988 року ієромонах Марк став єпископом Кременецьким, вікарієм митрополита Львівського й Тернопільського Никодима. Архієрейська хіротонія відбулася в місті Києві 28 липня, у день пам'яті святого рівноапостольного князя Володимира. Хіротонію очолив митрополит Київський і Галицький Філарет (Денисенко), патріарший екзарх України. Йому співслужили митрополит Львівський і Тернопільський Никодим (Руснак), архієпископи Чернігівський і Ніжинський Антоній (Вакарик), Харківський і Богодухівський Іриней (Середній), Волинський і Рівненський Варлаам (Іллющенко), Аргентинський і Південноамериканський Лазар (Швець), Патріарший Екзарх Центральної і Південної Америки, єпископи Мукачівський і Ужгородський Дамаскін (Бодрий), Кіровоградський і Миколаївський Севастіан (Пилипчук), Переяслав-Хмельницький Палладій (Шиман), а також єпископ (Православна Церква в Америці) на спокої Василій (Родзянко).
Під керівництвом митрополита Никодима трудився до кінця 1988 року, коли рішенням Синоду УПЦ МП від 27 грудня єпископ Марк очолив новостворену Тернопільсько-Кременецьку єпархію.
Рішенням Синоду УПЦ МП від 10 квітня 1989 року єпископ Марк став єпископом Аргентинським і Південноамериканським, Патріаршим Екзархом Центральної й Південної Америки.
1 листопада 1993 року став керуючим Патріаршими парафіями в Канаді з титулом єпископа Каширського.
У квітні 2005 року очолив Сумську кафедру.
31 травня 2007 року у зв'язку із збільшенням кількості єпархій УПЦ (МП) включений до числа постійних членів Священного Синоду УПЦ (МП).
28 серпня 2014 року возведений у сан митрополита.
17 серпня 2015 року удостоєний права носіння другої панагії.
25 вересня 2018 внесений до бази даних Центру «Миротворець»￼
6 грудня 2021 року отримав право на служіння з виносним Хрестом.

## Праці
- «Образ і подоба Божа в людині за вченням Отців і Учителів Церкви Олександрійської школи» (1978) — кандидатська дисертація

### Інтерв'ю
- Архієпископ Каширський МАРК. «Українці, що мешкають за кордоном, відчувають духовну єдність з нашими святинями»[недоступне посилання з липня 2019]
- Архієпископ Сумський і Охтирський Марк: «Необхідно шукати нові форми спілкування пастиря і пастви» (2005) [Архівовано 13 жовтня 2007 у Wayback Machine.]
- Архієпископ Хустський і Виноградівський Марк: «Священик не може і не повинен жити краще, ніж його паства» (2008)